# Suicide Kings
Suicide Kings és una pel·lícula estatunidenca dirigida per Peter O'Fallon i estrenada l'any 1997 amb Christopher Walken en el paper principal. Està treta d'una novel·la de Don Stanford, The Hostage. Ha estat doblada al català.

## Argument
Quatre joves de bona família, Brett, Max, Avery i T.K., posen a punt un pla per segrestar Charlie Barret, un antic padrí de la màfia. Després d'haver-ho aconseguit, el porten a casa d'un cinquè amic, David, que no estava informat del projecte dels seus amics. Expliquen després a Charlie (abans conegut amb el nom de Carlo Bartolucci) que Elise, la germana d'Avery i amiga de Max, ha estat segrestada i que ell és l'únic que pot aconseguir 2 milions de dòlars, per recuperar-la. A més, per provar-li que ells no fan broma, li ensenyen el dit que li han tallat mentre era inconscient.

## Repartiment
- Christopher Walken: Charlie Barret / Carlo Bartolucci
- Denis Leary: Lono Veccio
- Sean Patrick Flanery: Max Minot
- Henry Thomas: Avery Chasten
- Jay Mohr: Brett Campbell
- Jeremy Sisto: T.K.
- Johnny Galecki: Ira Reder
- Laura San Giacomo: Lydia
- Laura Harris: Elise Chasten
- Nina Siemaszko: Jennifer
- Louis Lombardi: Mickey
- Cliff De Young: Marty
- Frank Medrano: Heckle
- Brad Garrett: Jeckle
- Sean Whalen: Widowmaker / Vídua negra

## Rebuda
El film ha estat un fracàs comercial en la seva estrena al cinema, informant només 1,740 milions de dòlars al box-office americà.
"Un policia trampós i en el qual es van equivocar per narrar la trama (bastant atractiva al principi); releguen el personatge de la segrestada a un segon pla, sent el més interessant"
Ha estar acollit de manera repartida per la critica, recollint un 34 % de critiques positives, amb una nota mitjana de 5,4⁄10 i sobre la base de 29 critiques recollides, al lloc internet Rotten Tomatoes. En el lloc Metacritic, obté un resultat de 43⁄100, sobre la base de 15 critiques.